# Lykke Li
Lykke Li (właśc. Li Lykke Timotej Zachrisson; ur. 18 marca 1986 w Ystad w Szwecji) – szwedzka piosenkarka. 
Dorastała w artystycznej rodzinie. Jej matka była fotografem, a ojciec muzykiem. Przeprowadzili się do Sztokholmu, a gdy Lykke skończyła 6 lat, zamieszkali w Portugalii na kolejnych 5 lat, spędzając zimy w Nepalu i Indiach. Jako 19-latka Lykke Li trafiła na 3 miesiące do Nowego Jorku. Później była tancerką w szwedzkim show telewizyjnym.
Jej pierwszy album pt. "Youth Novels" wydany został 4 lutego 2008 przez LL Recordings i został rozpowszechniony w całej Europie w czerwcu tego samego roku. 
Producentem albumu byli Björn Yttling i Lasse Mårtén. W USA pojawił się 6 maja 2008, w Irlandii 6 czerwca 2008, a w Wielkiej Brytanii 9 czerwca.
Lykke Li zaczęła swoją karierę na portalu Myspace od publikacji utworu "Tonight". Osiągnęła sukces dopiero wydając EP (minialbum) "Little Bit" w 2007 roku. Stereogum nadało jej tytuł artysty w październiku 2007 i opisało jej muzykę jako mieszankę soulu, electro i delikatnego popu.
Jej piosenka "I'm Good I'm Gone" jest jednym z utworów wchodzących w skład podkładu muzycznego do gry FIFA 09. Utwór "Possibility" znalazł się na ścieżce dźwiękowej do filmu Saga „Zmierzch”: Księżyc w nowiu.
Jej piosenka "I Follow Rivers" doczekała się akustycznego coveru w wykonaniu belgijskiej męskiej grupy Triggerfinger oraz projektu Audiogroove, a także została zremiksowana przez Magiciana.
Przez 6 tygodni "I Follow Rivers" w jej wykonaniu było nr 1 w Niemczech. Ta sama piosenka została wykorzystana w TVP2 w reklamówce dotyczącej seriali na jesień 2012 roku.
W 2013 roku została zaproszona przez Davida Lyncha do udziału w pracach nad jego albumem "The Big Dream", na którego potrzeby zaśpiewała wydany na singlu utwór "I'm Waiting Here". Wystąpiła gościnnie w piosence U2 "The Troubles".
W 2014 roku wzięła udział w produkcji filmu pt. "Tommy" reżyserii swojego bliskiego przyjaciela, Tarika Saleha. Grała jedną z pierwszoplanowych ról.

## Dyskografia

### Albumy
| Rok                                        | Tytuł | Pozycja na liście | Pozycja na liście | Pozycja na liście | Pozycja na liście | Pozycja na liście | Pozycja na liście | Pozycja na liście | Certyfikat         |
| Rok                                        | Tytuł | USA               | UK                | CAN               | DEU               | FRA               | BEL               | SWE               | Certyfikat         |
| ------------------------------------------ | --- | ----------------- | ----------------- | ----------------- | ----------------- | ----------------- | ----------------- | ----------------- | ------------------ |
| 2008                                       | Youth Novels - Data: 30 stycznia 2008 - Wydawca: LL Recordings - Format: CD, digital download, winyl           | —                 | 112               | —                 | —                 | 143               | —                 | 3                 |                    |
| 2011                                       | Wounded Rhymes - Data: 25 lutego 2011 - Wydawca: LL Recordings, Atlantic - Format: CD, digital download, winyl | 36                | 37                | 19                | 42                | 73                | 94                | 2                 | - SWE: złota płyta |
| 2014                                       | I Never Learn - Data: 2 maja 2014 - Wydawca: LL Recordings, Atlantic - Format: CD, digital download, winyl     | 29                | 33                | 17                | 43                | 60                | 66                | 2                 |                    |
| 2018                                       | So Sad So Sexy - Data: 8 czerwca 2018 - Wydawca: RCA - Format: CD, digital download, winyl                     | 173               | 73                | —                 | —                 | —                 | —                 | 10                |                    |
| "—" oznacza, że pozycja nie była notowana. | |                   |                   |                   |                   |                   |                   |                   |                    |

### Single
| Rok                                        | Tytuł                                                             | Pozycja na liście | Pozycja na liście | Pozycja na liście | Pozycja na liście | Pozycja na liście | Certyfikat                                                                                     | Album                     |
| Rok                                        | Tytuł                                                             | DEU               | FRA               | BEL               | SWE               | UK                | Certyfikat                                                                                     | Album                     |
| ------------------------------------------ | ----------------------------------------------------------------- | ----------------- | ----------------- | ----------------- | ----------------- | ----------------- | ---------------------------------------------------------------------------------------------- | ------------------------- |
| 2007                                       | „Little Bit”                                                      | —                 | —                 | —                 | 20                | —                 |                                                                                                | Little Bit / Youth Novels |
| 2008                                       | „I'm Good, I'm Gone”                                              | —                 | —                 | —                 | 58                | 152               |                                                                                                | Youth Novels              |
| 2008                                       | „Tonight”                                                         | —                 | —                 | —                 | —                 | —                 |                                                                                                | Youth Novels              |
| 2008                                       | „Breaking It Up”                                                  | —                 | —                 | —                 | —                 | —                 |                                                                                                | Youth Novels              |
| 2009                                       | „Gifted” (N.A.S.A. gościnnie: Kanye West, Santigold & Lykke Li)   | —                 | —                 | —                 | —                 | —                 |                                                                                                | The Spirit of Apollo      |
| 2010                                       | „Get Some”                                                        | —                 | —                 | —                 | —                 | —                 |                                                                                                | Wounded Rhymes            |
| 2011                                       | „I Follow Rivers”                                                 | 1                 | 4                 | 1                 | 44                | —                 | - BEL: 2x platynowa płyta - DEU: 5x platynowa płyta - SWE: platynowa płyta - UK: srebrna płyta | Wounded Rhymes            |
| 2011                                       | „Sadness Is a Blessing”                                           | —                 | —                 | —                 | —                 | —                 |                                                                                                | Wounded Rhymes            |
| 2011                                       | „Youth Knows No Pain”                                             | —                 | —                 | —                 | —                 | —                 |                                                                                                | Wounded Rhymes            |
| 2013                                       | „I'm Waiting Here” (David Lynch oraz Lykke Li)                    | —                 | —                 | —                 | —                 | —                 |                                                                                                | The Big Dream             |
| 2014                                       | „No Rest for the Wicked”                                          | —                 | 161               | —                 | —                 | —                 |                                                                                                | I Never Learn             |
| 2014                                       | „Gunshot”                                                         | —                 | 40                | —                 | —                 | 126               |                                                                                                | I Never Learn             |
| 2015                                       | „Never Gonna Love Again”                                          | —                 | —                 | —                 | —                 | —                 |                                                                                                | I Never Learn             |
| 2017                                       | „Unchained Melody”                                                | —                 | 137               | —                 | —                 | —                 |                                                                                                | —                         |
| 2018                                       | „Time in a Bottle”                                                | —                 | —                 | —                 | —                 | —                 |                                                                                                | —                         |
| 2018                                       | „Deep End”                                                        | —                 | —                 | —                 | —                 | —                 |                                                                                                | So Sad So Sexy            |
| 2018                                       | „Hard Rain”                                                       | —                 | —                 | —                 | —                 | —                 |                                                                                                | So Sad So Sexy            |
| 2018                                       | „Sex Money Feelings Die”                                          | —                 | —                 | —                 | —                 | —                 |                                                                                                | So Sad So Sexy            |
| 2018                                       | „Two Nights” (gościnnie: Aminé)                                   | —                 | —                 | —                 | —                 | —                 |                                                                                                | So Sad So Sexy            |
| 2019                                       | „Sex Money Feelings Die” (Remix) (gościnnie: Lil Baby, snowsa)    | —                 | —                 | —                 | —                 | —                 | - POL: złota płyta                                                                             | Still Sad Still Sexy      |
| 2019                                       | „Two Nights Part II” (Remix) (gościnnie: Skrillex, Ty Dolla Sign) | —                 | —                 | —                 | —                 | —                 |                                                                                                | Still Sad Still Sexy      |
| 2019                                       | „Late Night Feelings” (Mark Ronson gościnnie: Lykke Li)           | —                 | —                 | —                 | —                 | 30                | - POL: złota płyta                                                                             | Late Night Feelings       |
| 2020                                       | „Bron”                                                            |                   |                   |                   |                   |                   |                                                                                                |                           |
| „—” oznacza, że pozycja nie była notowana. |                                                                   |                   |                   |                   |                   |                   |                                                                                                |                           |